# Hungarian Grand Prix 2022 - Qualificazioni singolare
Le qualificazioni del singolare del Hungarian Grand Prix 2022 sono state un torneo di tennis preliminare per accedere alla fase finale della manifestazione. Le vincitrici dell'ultimo turno sono entrate di diritto nel tabellone principale. In caso di ritiro di una o più giocatrici aventi diritto, a questi sono subentrati i Lucky loser, ossia le giocatrici che hanno perso nell'ultimo turno ma che avevano una classifica più alta rispetto alle altre partecipanti che avevano comunque perso nel turno finale.

## Teste di serie
1. Bernarda Pera (qualificata)
2. Laura Pigossi (ultimo turno, lucky loser)
3. Kateryna Baindl (qualificata)
4. Gabriela Lee (ultimo turno)
5. Grace Min (primo turno)
6. Renata Zarazúa (primo turno, ritirata)

1. Anastasia Kulikova (primo turno, ritirata)
2. Despina Papamichail (qualificata)
3. Carolina Alves (qualificata)
4. María Carlé (primo turno)
5. Julija Hatouka (primo turno)
6. Jesika Malečková (qualificata)

### Qualificate
1. Bernarda Pera
2. Jesika Malečková
3. Kateryna Baindl

1. Carolina Alves
2. Despina Papamichail
3. Fanny Stollár

### Lucky loser
1. Laura Pigossi

1. Marina Bassols Ribera

## Tabellone

### Legenda
| - Q = Qualificato - WC = Wild card - LL = Lucky loser | - ALT = Alternate - SE = Special Exempt - PR = Protected Ranking | - w/o = Walkover - r = Ritirato - d = Squalificato |

### Sezione 1
|  | Primo turno | Primo turno        | Primo turno        | Primo turno | Primo turno |  |  | Ultimo turno | Ultimo turno    | Ultimo turno    | Ultimo turno | Ultimo turno |  |
|  |             |                    |                    |             |             |  |  |              |                 |                 |              |              |  |
|  | 1           | Bernarda Pera      | Bernarda Pera      | 6           | 6           |  |  |              |                 |                 |              |              |  |
|  |             | Katarina Zavac'ka  | Katarina Zavac'ka  | 1           | 1           |  |  | 1            | Bernarda Pera   | Bernarda Pera   | 6            | 6            |  |
|  |             | Sofia Shapatava    | Sofia Shapatava    | 6           | 1           |  |  |              | Sofia Shapatava | Sofia Shapatava | 1            | 2            |  |
|  | 7           | Anastasia Kulikova | Anastasia Kulikova | 3           | 0r          |  |  |              |                 |                 |              |              |  |

### Sezione 2
|  | Primo turno | Primo turno      | Primo turno      | Primo turno | Primo turno |  |  | Ultimo turno | Ultimo turno     | Ultimo turno | Ultimo turno | Ultimo turno |  |
|  |             |                  |                  |             |             |  |  |              |                  |              |              |              |  |
|  | 2           | Laura Pigossi    | Laura Pigossi    | 6           | 6           |  |  |              |                  |              |              |              |  |
|  |             | Amina Anšba      | Amina Anšba      | 4           | 3           |  |  | 2            | Laura Pigossi    | 1            | 7            | 4            |  |
|  | WC          | Vanesa Dankó     | Vanesa Dankó     | 3           | 2           |  |  | 12           | Jesika Malečková | 6            | 62           | 6            |  |
|  | 12          | Jesika Malečková | Jesika Malečková | 6           | 6           |  |  |              |                  |              |              |              |  |

### Sezione 3
|  | Primo turno | Primo turno     | Primo turno     | Primo turno | Primo turno |  |  | Ultimo turno | Ultimo turno    | Ultimo turno    | Ultimo turno | Ultimo turno |  |
|  |             |                 |                 |             |             |  |  |              |                 |                 |              |              |  |
|  | 3           | Kateryna Baindl | Kateryna Baindl | 6           | 6           |  |  |              |                 |                 |              |              |  |
|  |             | Daniela Seguel  | Daniela Seguel  | 4           | 1           |  |  | 3            | Kateryna Baindl | Kateryna Baindl | 6            | 7            |  |
|  | WC          | Rebeka Stolmár  | Rebeka Stolmár  | 6           | 7           |  |  | WC           | Rebeka Stolmár  | Rebeka Stolmár  | 1            | 5            |  |
|  | 10          | María Carlé     | María Carlé     | 4           | 65          |  |  |              |                 |                 |              |              |  |

### Sezione 4
|  | Primo turno | Primo turno         | Primo turno         | Primo turno | Primo turno |  |  | Ultimo turno | Ultimo turno   | Ultimo turno   | Ultimo turno | Ultimo turno |  |
|  |             |                     |                     |             |             |  |  |              |                |                |              |              |  |
|  | 4           | Gabriela Lee        | Gabriela Lee        | 6           | 7           |  |  |              |                |                |              |              |  |
|  | WC          | Anna Kántor         | Anna Kántor         | 3           | 5           |  |  | 4            | Gabriela Lee   | Gabriela Lee   | 2            | 3            |  |
|  |             | Ekaterina Rejngol'd | Ekaterina Rejngol'd | 1           | 3           |  |  | 9            | Carolina Alves | Carolina Alves | 6            | 6            |  |
|  | 9           | Carolina Alves      | Carolina Alves      | 6           | 6           |  |  |              |                |                |              |              |  |

### Sezione 5
|  | Primo turno | Primo turno         | Primo turno | Primo turno | Primo turno |  |  | Ultimo turno | Ultimo turno        | Ultimo turno        | Ultimo turno | Ultimo turno |  |
|  |             |                     |             |             |             |  |  |              |                     |                     |              |              |  |
|  | 5           | Grace Min           | 6           | 2           | 4           |  |  |              |                     |                     |              |              |  |
|  | PR          | Varvara Flink       | 3           | 6           | 6           |  |  | PR           | Varvara Flink       | Varvara Flink       | 64           | 3            |  |
|  | WC          | Amarissa Kiara Tóth | 7           | 2           | 0r          |  |  | 8            | Despina Papamichail | Despina Papamichail | 7            | 6            |  |
|  | 8           | Despina Papamichail | 5           | 6           | 1           |  |  |              |                     |                     |              |              |  |

### Sezione 6
|  | Primo turno | Primo turno           | Primo turno    | Primo turno | Primo turno |  |  | Ultimo turno | Ultimo turno          | Ultimo turno          | Ultimo turno | Ultimo turno |  |
|  |             |                       |                |             |             |  |  |              |                       |                       |              |              |  |
|  | 6           | Renata Zarazúa        | Renata Zarazúa | 1           | 0r          |  |  |              |                       |                       |              |              |  |
|  | WC          | Fanny Stollár         | Fanny Stollár  | 6           | 1           |  |  | WC           | Fanny Stollár         | Fanny Stollár         | 6            | 6            |  |
|  |             | Marina Bassols Ribera | 0              | 7           | 6           |  |  |              | Marina Bassols Ribera | Marina Bassols Ribera | 1            | 4            |  |
|  | 11          | Julija Hatouka        | 6              | 5           | 4           |  |  |              |                       |                       |              |              |  |